# Grossoseta
Grossoseta is een geslacht van insecten uit de familie van de breedvoetvliegen (Platypezidae), die tot de orde tweevleugeligen (Diptera) behoort.

## Soorten
- G. johnsoni (Kessel, 1961)
- G. pacifica (Kessel, 1948)